# 圣阿基兰-德科尔比永
圣阿基兰-德科尔比永（法語：Saint-Aquilin-de-Corbion，法語發音：[sɛ̃.t‿akilɛ̃ də kɔʁbjɔ̃] ⓘ）是法国奥恩省的一个市镇，位于该省东部，属于莫尔塔涅欧佩什区。

## 地理
圣阿基兰-德科尔比永（48°38'9"N, 0°30'53"E）面积6.1 平方千米，位于法国诺曼底大区奧恩省，该省份为法国西北部内陆省份，北起顺时针与卡爾瓦多斯省、厄尔省、厄尔-卢瓦省、萨尔特省、马耶讷省和芒什省接壤。
与圣阿基兰-德科尔比永接壤的市镇（或旧市镇、城区）包括：邦穆兰、拉费里耶尔-欧杜瓦延、穆兰拉马什、圣马丹德佩兹里、索利尼拉特拉普。

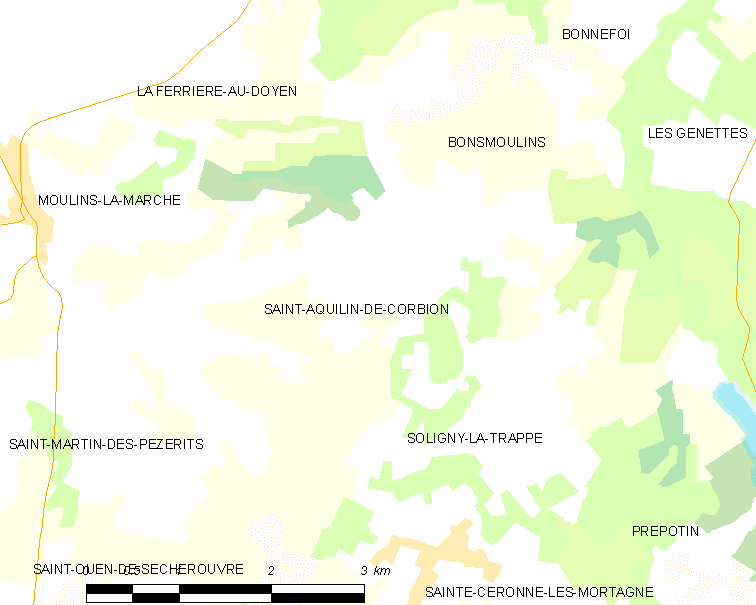
圣阿基兰-德科尔比永的OSM定位图

圣阿基兰-德科尔比永的时区为UTC+01:00、UTC+02:00（夏令时）。

## 行政
圣阿基兰-德科尔比永的邮政编码为61380，INSEE市镇编码为61363。

## 政治
圣阿基兰-德科尔比永所属的省级选区为莫尔塔涅欧佩什县。

## 人口

1962-2008年间圣阿基兰-德科尔比永人口变化图示

圣阿基兰-德科尔比永于2022年1月1日时的人口数量为54人。